# Victor Santos
Victor Santos (1997) é um esquiador brasileiro que disputou os jogos Olímpicos de Inverno de 2018, com 20 anos.

## Carreira
Santos começou a treinar em 2013 aos 16 anos, através do projeto social Ski na Rua, de Leandro Ribela, em que praticava com patins em linha na Cidade Universitária, ao lado de São Remo, onde residia.
Com 4 anos no esporte, representou o Brasil nas Olimpíadas de Inverno de 2018 no esqui cross-country estilo livre, obtendo a 110ª posição na prova de quinze quilômetros, vencida pelo suíço Dario Cologna.